# Lucy Blue
Lucy Blue (hoặc Lucy McDonnell; sinh ngày 25 tháng 2 năm 2002) là một ca sỹ, nhạc sỹ và nhà sản xuất tới từ Dublin, Cộng hoài Ireland. Khi cô 17 tuổi, Blue đã từ bỏ việc học đại học để theo đuổi sự nghiệp âm nhạc, cô kí hợp đồng với hãng đĩa Promised Land Recordings vào năm 2020. Blue ra mắt bằng single "See You Later" vào năm 2021 và sau đó cho ra mắt single thứ hai "Your Brother's Friend" cũng vào năm đó. Blue cho ra mắt EP đầu tay mang tên FISHBOWL vào ngày 18 tháng 6 năm 2021. Cô cho ra mắt EP thứ hai, mang tên Suburban Hollywood vào ngày 21 tháng 1 năm 2022.

## Tiểu sử và phong cách âm nhạc
Lucy Blue, hay Lucy McDonell sinh ra tại Dublin, Cộng hòa Ireland. Cô bắt đầu viết nhạc trước khi trở thành một ca sỹ, Blue đã viết phần lớn các ca khúc trong EP của cô tại chính căn phòng ngủ của mình vào những năm 16, 17 tuổi. Cô cũng bắt đầu tạo ra những bản demo tại nhà và bắt đầu bước chân vào con đường sản xuất âm nhạc.  Blue viết bản debut single của cô vào năm 2019, sau khi quyết định rời trường học. 
Những sáng tác của Blue chịu những sự ảnh hưởng nhất định của Frank Ocean, PJ Harvey hay cuốn tạp chí được coi là "kinh thánh của dân trượt ván", Thrasher Magazine.  Ngoài ra, nguồn cảm hứng âm nhạc của cô cũng tới từ Van Morrison, Cocteau Twins, Prince và Joni Mitchell.  Blue cũng chịu ảnh hưởng khá lớn từ những bộ phim, những nghệ sỹ thị giác như Harmony Korine hay Davide Sorrenti cũng được cô tiết lộ là có nhiều ảnh hưởng đến phong cách của bản thân. 
Những lời hát trong các ca khúc của cô thường mang hơi hướng khá trưởng thành, chúng thể hiện sự quan sát về một tình yêu đã đổ vỡ, nỗi đau đớn tột cùng hay cuộc sống của những người bạn thuở thơ ấu. Những ca khúc của Blue thường dành cho những người đang ở độ tuổi mới lớn đầy tham vọng, đầy khát khao khám phá thế giới bên ngoài nhưng cũng rất dễ bị cuộc sống làm tổn thương. 
Không chỉ sở hữu một chất giọng nhẹ nhàng, êm ái của một cô gái Ireland, Blue còn có một nhãn quan tốt, khi mà với mỗi bài hát được cô viết ra và thể hiện, cô đều nhìn ra những không gian riêng của chúng, đó có thể là một căn phòng (một quán karaoke ở Tokyo, hoặc căn phòng khách của mẹ cô), hay cũng có thể là một lần đạp xe vào đêm khuya. 

## Sự nghiệp
Blue đã nhận được chút ít sự quan tâm từ trước khi cô cho ra mắt single đầu tay, nhờ những bản demo được cô đăng tải trên nền tảng Soundcloud. Ngày 19 tháng 2 năm 2021, cô ra mắt debut single mang tên "See You Later", ca khúc này là sự khám phá về tình yêu cùng những sự tổn thương qua lăng kính của tuổi trẻ.  Single thứ hai của cô, mang tên "Your Brother's Friend" được ra mắt vào ngày 7 tháng 5 năm 2021. MV của ca khúc này được Blue chia sẻ là lấy cảm hứng lớn từ bộ phim đình đám năm 1995, Đọa lạc thiên sứ của đạo diễn Vương Gia Vệ. 
EP đầu tay của Blue, FISHBOWL được ra mắt vào ngày 18 tháng 6 năm 2021, bao gồm sáu ca khúc: "See You Later", "Your Brother's Friend", "Playgirls", "Snow in Tokyo" và "Blue". 
Ngày 16 tháng 7 năm 2021, Blue cho ra mắt single tiếp theo mang tên "Taxi Driver", ca khúc này được cô viết cùng với Matt Maltese. . Blue sau đó đã cộng tác cùng đạo diễn Thomas James để cho ra mắt MV của ca khúc này, một MV mang những nét ma mị, có chút kinh dị như giai điệu và lời bài hát. 
Từ sau khi debut cho đến cuối năm 2021, Blue đã biểu diễn các show ở Latitude, DEPOT, Leeds, Reading, Neighbourhood Weekender, TRNSMT,... Ngoài ra còn có các show diễn ở London hay quê nhà Dublin của cô. 
Ngày 3 tháng 11 năm 2021, Blue ra mắt single "First Man On The Moon", đi kèm theo đó là một MV cho ca khúc này, trong đó Blue xuất hiện với một bộ đồ phi hành gia của NASA. 
Tháng 1 năm 2022, tạp chí NME điền tên Blue vào danh sach 100 nghệ sỹ triển vọng cho năm 2022, với ca khúc chính là "See You Later".  Cô cũng xuất hiện trong danh sách 22 nghệ sỹ triển vọng trong năm 2022 của tạp chí Clash. 
Ngày 22 tháng 1 năm 2022, Blue cho ra mắt MV của ca khúc "Postman", cùng thời điểm cô cũng phát hành EP thứ hai của mình, Suburban Hollywood gồm sáu ca khúc đều mang một điểm chung là nói về một nghề nghiệp nào đó: "Taxi Driver", "First Man On The Moon", "Postman", "Pilot" và "Quiz Show". 
Ngày 15 tháng 12 năm 2022, Blue cho ra mắt ca khúc và MV "One Bed Apartment", một ca khúc có cảm hứng của dịp lễ Noel cùng khung cảnh tràn ngập tuyết trắng trong MV. 
Blue bắt đầu được nhiều người biết đến hơn vào năm 2023, sau khi single "I Left My Heart" ra mắt ngày 10 tháng 3 của cô bắt đầu xuất hiện nhiều trên nền tảng mạng xã hội TikTok. Ca khúc được viết bởi cô, Hultman và Jesse Munro, bài hát như một nỗi niềm sâu trong trái tim của một người con xa xứ, giai điệu nhẹ nhàng cùng giọng hát dịu dàng của Blue đã phần nào gợi lên cảm giác nhớ nhà và một chút hoài niệm quá khứ.  Ngày 16 tháng 6 năm 2023, Blue phát hành single "Deserve You". 

## Sản phẩm âm nhạc

### Đĩa mở rộng (EP)
| Tựa đề             | Chi tiết                                                                                      |
| ------------------ | --------------------------------------------------------------------------------------------- |
| Fishbowl           | - Phát hành: 18 tháng 6 năm 2021 - Hãng đĩa: Promised Land Recordings - Hình thức: Trực tuyến |
| Suburban Hollywood | - Phát hành: 21 tháng 1 năm 2022 - Hãng đĩa: Promised Land Recordings - Hình thức: Trực tuyến |

### Ca khúc đơn (Single)
| Tựa đề                  | Năm  | Album              |
| ----------------------- | ---- | ------------------ |
| "See You Later"         | 2021 | Fishbowl           |
| "Your Brother's Friend  | 2021 | Fishbowl           |
| "Taxi Driver"           | 2021 | Suburban Hollywood |
| "Pilot"                 | 2022 | Suburban Hollywood |
| "First Man On The Moon" | 2022 | Suburban Hollywood |
| "Postman"               | 2022 | Suburban Hollywood |
| "One Bed Apartment"     | 2022 | N/A                |
| "I Left My Heart"       | 2023 | N/A                |
| "Deserve You"           | 2023 | N/A                |